# Пэрри, Стивен
Стивен Пэрри — двадцать четвёртый президент Сената Австралии.

## Биография

### Ранние годы
Пэрри родился 31 октября 1960 года в Берни, Тасмания, в семье Уильяма Стивена Пэрри и Патрисии Дон Эванс.
Он получил образование в областном колледже Marist Regional College, а после зачисления, поступил в Тасманскую полицейскую академии в Хобарте.

### Полиция
Сначала Пэрри работал в качестве офицера с Тасманской полиции с 1977—1986 года,
В 1983 году повысился, до детектива.

### Политика
Стивен был членом Либеральной партии Австралии Сената с июля 2005 года, представляя штат Тасмания.
7 июля 2014 года Сенат избрал его на должность Президента Сената. 13 ноября 2017 года его сменил Скотт Райан.

## Примечание
1. ↑  Senator the Hon Stephen Parry Архивная копия от 25 октября 2014 на Wayback Machine (англ.)